# Giovanna Bonazzi
Giovanna Bonazzi, née à Vérone le 24 juillet 1966, est une coureuse cycliste italienne. Elle est admise au Mountain Bike Hall of Fame en 2017.

## Palmarès en descente VTT

### Championnats du monde
- Élites (2) 
  - Championne du monde  en 1991 (Ciocco,  Italie)
  - Championne du monde  en 1993 (Métabief,  France)
  - 2e en 1994 et 1995

### Coupe du monde
- Coupe du monde de descente
  - 1993 : 2e du classement général, vainqueur d'une manche
  - 1995 : 2e du classement général

### Championnats d'Europe
- 1991
  -  Championne d'Europe de descente
- 1993
  -  Championne d'Europe de descente

### Championnats d'Italie
- Championne d'Italie de cross-country (2) : 1988 et 1989
- Championne d'Italie de descente (9) : 1991, 1992, 1993, 1994, 1995, 1996, 1997, 1998 et 1999